# Panagiōtīs Aggelopoulos
Panagiōtīs Aggelopoulos (in greco: Παναγιώτης Αγγελόπουλος; Vlachorafti, 14 dicembre 1909 – Atene, 5 giugno 2001) è stato un imprenditore greco noto per aver fondato, insieme ai fratelli, la prima industria pesante su suolo greco, la Chalivouryiki, un grande stabilimento metallurgico alle porte di Atene.
Era altresì noto per la sua opera di benefattore soprattutto al Patriarcato Ecumenico Ortodosso. Al pubblico internazionale era noto per essere il suocero di Gianna Angelopoulos.

## Gli inizi
Come altri personaggi di primo piano della finanza greca, Latsis e Vardinoyannis, anche Panagiōtīs Aggelopoulos proveniva da una famiglia povera. Nel 1922 Il Padre Teodoro abbandonò il lavoro dei campi per trasferirsi ad Atene con la famiglia. Questa era composta oltre che da Panagiōtīs,  da altri tre fratelli: Angelo, il maggiore che in seguito sarebbe divenuto uno stimato professore di economia, Gianni, il minore che diventò avvocato e Dimitri.
Una volta ad Atene tutta la famiglia trovò occupazione presso il negozio dello zio Papathanasio. Nel 1927 la famiglia avviò una piccola attività di ferramenta sulla strada Athinas, la strada commerciale di Atene. In seguito misero su una piccola fabbrica sulla via del Pireo specializzata nella produzione di reti metalliche ed altri prodotti derivati dal ferro. Per avviare questa attività, la famiglia fu costretta a vendere la casa dove abitava. La seconda guerra mondiale segnò una battuta di arresto nelle attività lavorative. Intanto Panagiōtīs si era sposato con Elena Marcos; nel 1943 nacque il primogenito Teodoro e due anni più tardi Costantino.

## Magnati dell'acciaio
Nel dopoguerra, la piccola fabbrica riprese la produzione e per esigenza di spazio si trasferì ad Eleusina. Nel 1948 approfittando degli aiuti del piano Marshall la famiglia poté fondare il grande impianto metallurgico che ancora si vede lungo l'autostrada Atene Corinto. Era la prima industria pesante su suolo greco. Il padre Teodoro morì nel 1952. All'amministrazione dell'industria lavoravano i fratelli. Lo stabilimento cominciò a dare lavoro a migliaia di operai. Nel 1961 furono installati moderni altiforni e la produzione salì da 100.000 a 800.000 tonnellate nello spazio di soli due anni. Negli anni successivi l'impianto presentò grosse perdite nel quadro di crisi che presentava il settore europeo della metallurgia. Solo la scelta di Atene come sede della XXVII Olimpiade, avvenuta un trentennio più tardi avrebbe dato una grossa boccata di ossigeno e per qualche anno gli impianti tornarono a produrre a pieno ritmo come ai bei tempi.
Già alla fine degli anni ‘70 la crisi sempre più pesante del settore della metallurgia europea impose con urgenza una diversificazione delle attività. Il piano fu portato avanti dal fratello e fu pieno di successo. La famiglia acquisì diverse partecipazioni in banche svizzere, acquisì anche una compagnia di trasporti marittimi con 12 petroliere. 
Nel 1994 un altro impianto locato in Svizzera fu costretto a chiudere per motivi ambientali. Nel 1987 dopo l'uccisione del fratello Dimitri ad opera del gruppo terroristico 17 novembre, Panagiōtīs rimase solo alla guida di un gruppo finanziario alquanto eterogeneo che annoverava imprese sparse un po' dappertutto. Si avvalse quindi dell'aiuto dei due figli. Al primogenito Teodoro affidò la gestione delle imprese del gruppo aventi sede all'estero mentre al secondogenito Costantino affidò la direzione delle imprese aventi sede in Grecia. La decisione paterna contribuì ad allargare il dissidio già esistente fra i due fratelli e sfociò nella decisione di Costantino di citare il fratello maggiore in giudizio con l'accusa di dilapidare il patrimonio paterno e ledere i suoi interessi di erede. La vertenza giudiziaria non si placò nemmeno con la morte di Panagiōtīs avvenuta nel giugno del 2001 e continuò negli anni seguenti.

## Paladino della religione ortodossa
Panagiōtīs Aggelopoulos fu un grande benefattore. Fu soprattutto un grande paladino dell'Ortodossia. Finanziò la costruzione della nuova sede del patriarcato ecumenico ad Istanbul. I lavori, iniziati nel 1988 furono completati nel giro di un biennio. Finanziò anche la costruzione di sedi di rappresentanza del patriarcato all'estero, soprattutto in Svizzera.

## Onorificenze
Tra le molte onorificenze di cui fu insignito Panagiōtīs Aggelopoulos le più importanti furono:
- Titolare di cattedra ad honorem della scuola teologica dell'Università di Atene.

- Grande Maresciallo dell'Ordine d'Onore - Onorificenza conferitagli dal presidente della Repubblica Ellenica.

- Cavaliere dell'Ordine di San Gregorio Magno. - Onorificenza conferitagli da Papa Giovanni Paolo II

- Maresciallo dell'Ordine Reale della Stella Polare. - Onorificenza conferitagli da re Carlo Gustavo di Svezia.

Inoltre, Panagiōtīs Aggelopoulos fu insignito della medaglia d'oro dai Patriarcati di Antiochia, di Gerusalemme, e di Russia